# Huilotitla II
Huilotitla II är en ort i Mexiko.   Den ligger i kommunen Huazalingo och delstaten Hidalgo, i den sydöstra delen av landet, 190 km norr om huvudstaden Mexico City. Huilotitla II ligger 312 meter över havet och antalet invånare är 103.
Terrängen runt Huilotitla II är huvudsakligen kuperad, men åt sydväst är den bergig. Runt Huilotitla II är det ganska tätbefolkat, med 248 invånare per kvadratkilometer. Närmaste större samhälle är Huejutla de Reyes, 12,4 km nordost om Huilotitla II. I omgivningarna runt Huilotitla II växer i huvudsak städsegrön lövskog.